# 反ファシズム

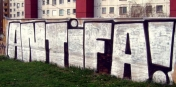
トルナヴァに見られる反ファシズムの落書き。「ANTIFA」は「Anti-facism（アンチファシズム）」の略。

反ファシズム（はんふぁしずむ、反結束主義、はんけっそくしゅぎ）とは、ファシズムに反対する思想、政治姿勢、政治運動、抵抗運動。反ファシズムの活動家は「反ファシスト（反結束主義者）」と呼ばれる。

## 概要
反ファシズムはファシズムに反対する運動として、元々はベニート・ムッソリーニ体制の反対運動を指す。
反ファシストはファシズムに反感を持つ国民や労働組合の活動家、社会主義者、無政府主義者、共産主義者などであり、イタリア・ドイツ・フランスなどでは、実際にイタリアのファシスト党やナチスを妨害しようとした大部分の活動家は共産主義者と無政府主義者である。
コミンテルンなどの共産主義者の立場では、ファシズムとは衰退する資本主義の最後の形態である帝国主義の「最悪の形態」であり、ファシズムは資本主義の消滅を避けるための最後の道具だと分析する。その意味で、ファシズムは反階級闘争的なシステムであり、支配階級が救われるようなイデオロギーであると主張する。
保守主義や地域主義からの視点からの反ファシズムの思想も存在する。
反ファシズムは、共産主義者や労働組合の活動家らによって具現化されてきた。しかし、中には社会民主主義や社会自由主義、リベラルな思想を持つ人物らが反ファシズムを強く主張する場合もある。現在では、特に欧州において「移民排斥」や「国民保守主義」を掲げる右派ポピュリズムが台頭しており、反ファシストやリベラリストは、侮辱の意味合いを込めて（右派ポピュリストらを）「ファシスト」と呼ぶ事がしばしばある（一例として、ブラジルの政治家で退役軍人のジャイール・ボルソナロがこれに当てはまる）。

## スペイン
1936年にスペイン内戦のころに、フランシスコ・フランコの支持者であるファシストとナショナリストが政権を握ろうとし、彼らの反乱軍を止めるように全国労働者連合（CNT）の活動家がファシストと軍事的に戦うようになった。そのころ反ファシズムの運動家が様々な国からスペインに到着したことによって国際旅団が形成された。同時に、マルクス主義統一労働者党（POUM）などの反ファシズム的な組織も形成された。ジョージ・オーウェルがPOUM組合に入った有名な反ファシストである。ナショナリストと共和主義者との衝突によって内戦になる。しかし反ファシストの陣営にも、そのころスターリン主義者であった共産主義者と無政府主義者との対立が激しく、反ファシスト同士でも殺しあったことがある。
カタルーニャ、特にバルセロナやバレンシアでは、無政府主義者がナショナリストを打ち破り、その地域に自主管理に基づいた土地や工場の共有化が行われ、CNTの活動家は社会革命を起こした。フランコがイタリアのファシスト党やドイツのナチスに金銭的にも軍事的にも支持されたが、共和主義者がフランス・イギリスなどに支持されなかった。結果として1939年に反ファシストたちが敗北し、フランコ独裁が1975年まで続く。しかし、フランコがスペインから非合法に存在していたCNTを解散させることができず、1975年に合法になった。